# Lyssnaramatör
Lyssnaramatör, DX-are eller SWL (short-wave listener), är en person som till hobby ägnar sig åt att ta emot, lyssna till eller avkoda radiosändningar. DX-ing är vanligt förekommande i kortvågsradiosammanhang, och består i att försöka höra avlägsna eller tillfälliga ljudradiostationer i främmande länder, samt skicka lyssnarrapporter och få kvittenser, bland annat QSL-kort. På VHF-bandet och högre frekvenser används ofta en självsökande mottagare, så kallad skanner.